# Dolendougou
Dolendougou es una comuna del círculo de Dioila, región de Kulikoró, Malí. Su capital es Dandougou. Su población era de 9.464 habitantes en 2009.